# Margriet Hunfeld
Margriet Hunfeld, pseudoniem Marit Hofland, (Utrecht, 1950), is een Nederlandse onderzoeksjournalist en auteur.

## Journalist
Margriet Hunfeld studeerde journalistiek en Nederlands aan de Gemeentelijke Universiteit van Amsterdam.
In 1974 begon zij als journaliste bij krantenconcern Wegener. Vanaf 1978 schreef ze als kunstredactrice voor het Utrechts Nieuwsblad over regionaal nieuws en cultuur. In 2009 volgde de overstap naar het Algemeen Dagblad.

## Schrijfster
Onder het pseudoniem Marit Hofland schreef zij Wachten in de rookkamer over haar dochter Sofie, die op zestienjarige leeftijd overleed aan een hersentumor. Tien jaar later verscheen Zoeken naar Sofie. Over het thema kanker verscheen in 2007 'Helden'.
Veel van haar interviews werden gebundeld. In Moederziel vertellen vijftien bekende en onbekende vrouwen over hun leven. Mannenziel bevat tien verhalen waarin mannen vertellen over de drijfveren in hun leven.
In 2007 en 2010 schreef zij fictie in de vorm van thriller. Onderbewust bevat het verhaal van een jonge vrouw die ten onder gaat in de duistere wereld van de partydrugs. In Volmaakt lijkt het leven van multimiljonair Jurgen van Haanen maakbaar. Om zijn bestaan ook zin te geven begint hij een relatie met een studente om zijn diepste wens te kunnen realiseren. 
Hunfeld verloor al jong haar vader die door een verkeersongeluk bij Baarn om het leven kwam. Haar persoonlijke verhaal over de zoektocht naar de levensbeschrijving verscheen in 2017 onder de titel Waarom mijn vader 258.175 sigaretten rookte.
Haar liefde voor taal leidde in 2022 tot Dit laat mij niet onaangeroerd.  Hierin probeert zij als oma met de nodige zelfspot een tijdsbeeld te schetsen van de veel online gebruikte vormen van nieuw soort Nederlands in digispeak, straattaal en seksspeak, maar ook het jargon van bijvoorbeeld influencers, rappers en criminelen. De ondertitel is dan ook 'Nodeloos woke en ongefundeerd funny'.